# Krasnoretschenskoje (Kaliningrad)
Krasnoretschenskoje (russisch Краснореченское, deutsch Bruszen, 1936 bis 1938 Bruschen, 1938 bis 1945 Kiesfelde, litauisch Bružai) ist ein verlassener Ort im Rajon Nesterow der russischen Oblast Kaliningrad. 
Die Ortsstelle liegt etwa drei Kilometer südöstlich von Wesnowo (Kussen) an der Kommunalstraße 27K-231. Der nordwestliche Teil des ehemaligen Gemeindegebietes von Bruszen/Kiesfelde befindet sich im Rajon Krasnosnamensk.

## Geschichte

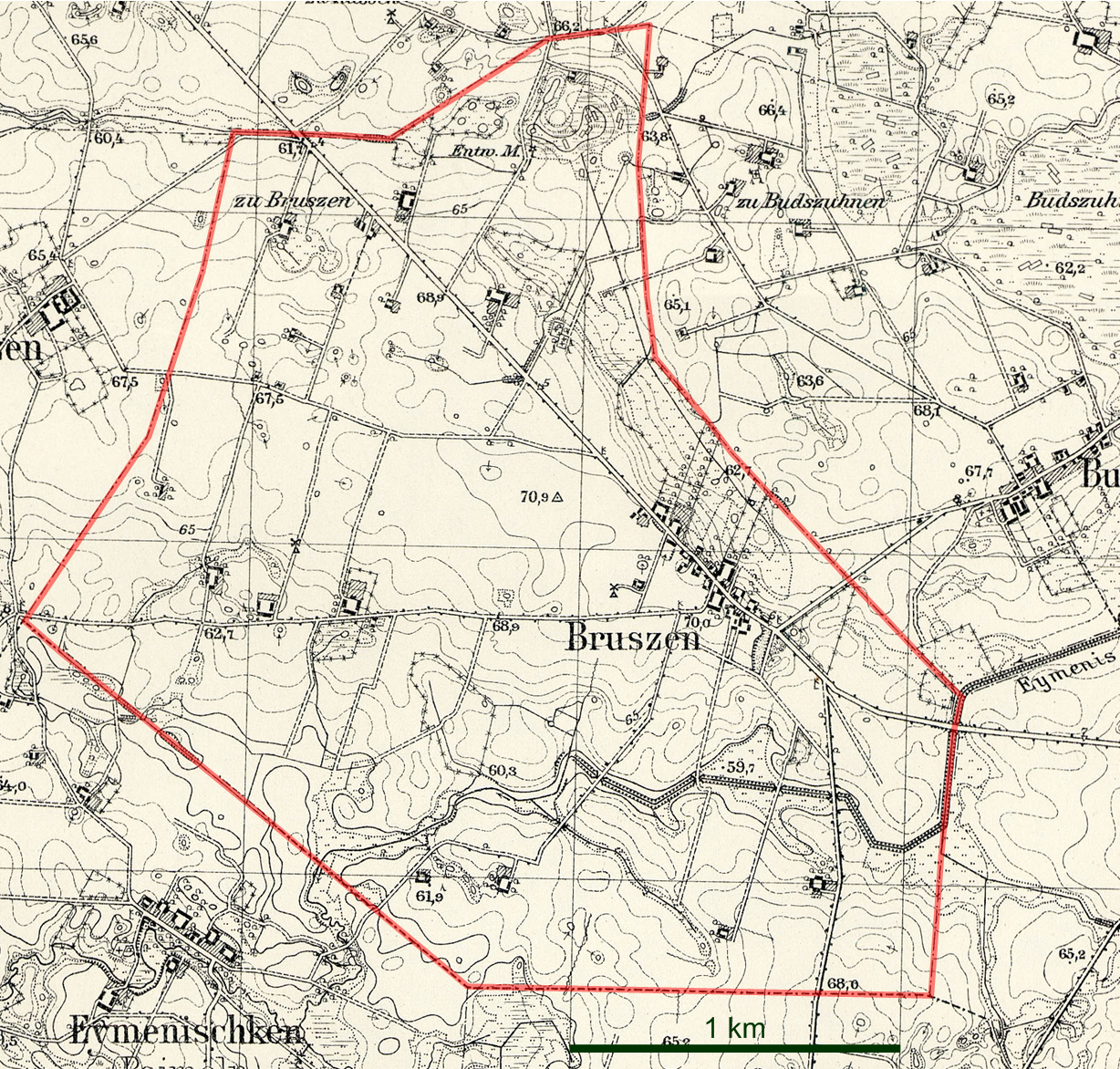
Die Landgemeinde Bruszen auf einem Messtischblatt von 1933

Der Ort wurde erstmals 1539 als Bruschey erwähnt. Um 1780 wurde Bruszen als meliertes Dorf bezeichnet. 1874 wurde die Landgemeinde Bruszen dem neu gebildeten Amtsbezirk Kussen im Kreis Pillkallen zugeordnet. 1936 wurde die Schreibweise des Ortes in Bruschen geändert und 1938 wurde er in Kiesfelde umbenannt. 
1945 kam der Ort in Folge des Zweiten Weltkrieges zur Sowjetunion. 1947 bekam er den russischen Namen Krasnoretschenskoje und wurde gleichzeitig dem Dorfsowjet Sawetinski selski Sowet im Rajon Nesterow zugeordnet. Krasnoretschenskoje wurde vor 1975 aus dem Ortsregister gestrichen.

### Einwohnerentwicklung
| Jahr | Einwohner |
| ---- | --------- |
| 1867 | 292       |
| 1871 | 310       |
| 1885 | 291       |
| 1905 | 236       |
| 1910 | 220       |
| 1933 | 202       |
| 1939 | 208       |

## Kirche
Bruszen/Kiesfelde gehörte zum evangelischen Kirchspiel Kussen.